# Georges Bonello
Pour les articles homonymes, voir Bonello.
Georges Eugène Auguste Aimé Bonello, né le 3 juillet 1898 à Alger et mort le 15 juin 1985 à Marseille, est un footballeur professionnel qui évolue au poste d'attaquant. 

## Biographie
Bonello joue de 1920 à 1928 sous les couleurs du FC Blidéen avant de rejoindre l'Olympique de Marseille pour une saison. Il revient ensuite au FC Blida où il accomplit sa dernière saison. International français, il compte 3 sélections et un but marqué. Selon son dossier matricule militaire , il a participé aux deux guerres mondiales en tant qu'officier et a reçu la croix de guerre en 1918 pour son courage. Il a été dégagé de toute obligation militaire en 1945 et a vécu à Blida.

## Palmarès
- Champion de France amateur en 1929 avec l'Olympique de Marseille.

## Source
- Alain Pécheral, La grande histoire de l'OM (Des origines à nos jours), L'Équipe, 2007, 507 p. (ISBN 2916400079), p. 422